# Elvira Lindo

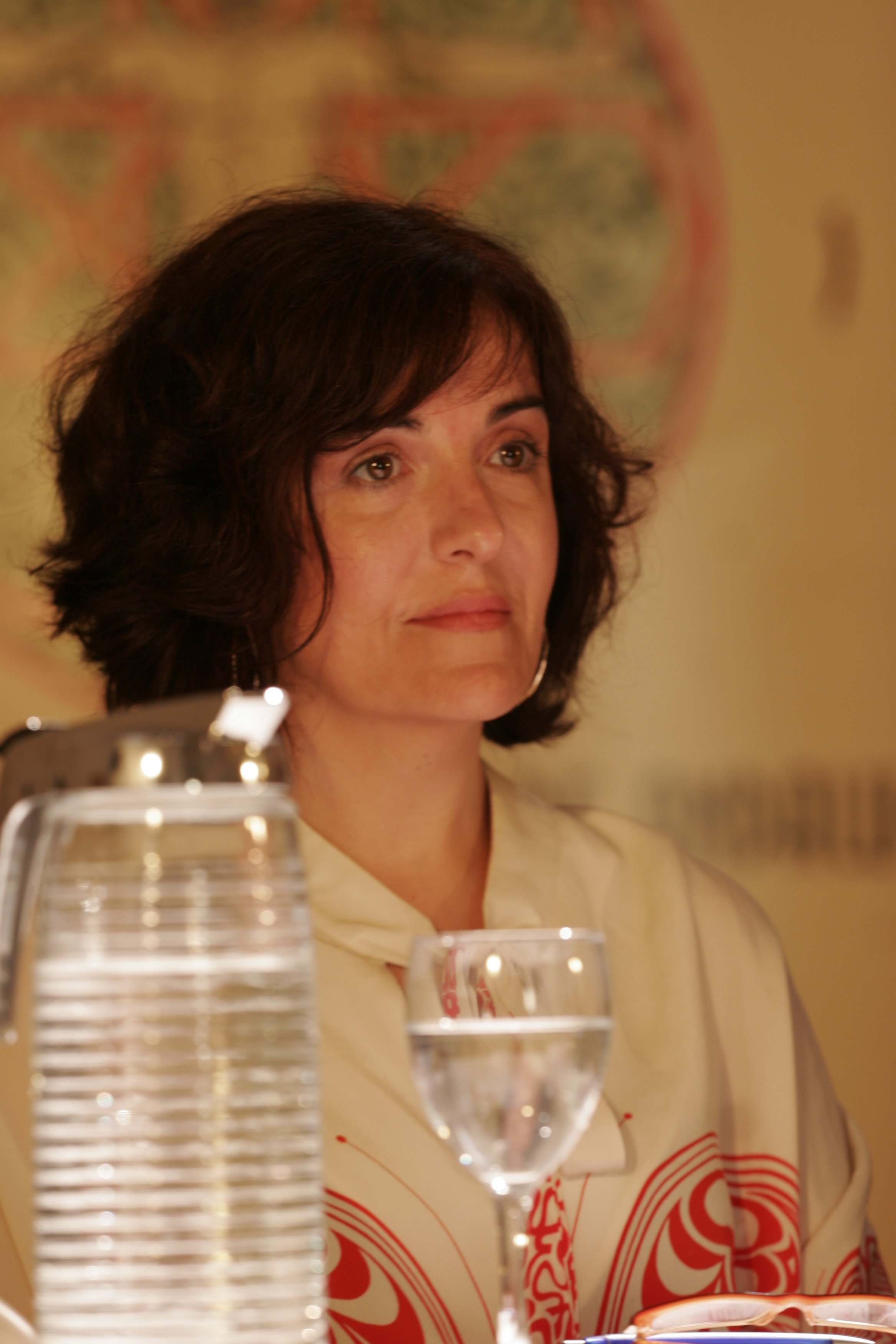
Elvira Lindo, 2007

Elvira Lindo Garrido (Cádiz, 23 januari 1962) is een Spaans journaliste, schrijfster en actrice.

## Leven en werk
Lindo verhuisde in 1984 naar Madrid en studeerde er communicatiewetenschappen aan de Complutense-universiteit. Daarna werkte ze als journaliste voor de Spaanse nationale radio en diverse tijdschriften.
Vanaf 1994 manifesteerde Lindo zich ook als schrijfster. Ze werd het meest bekend door haar reeks jeugdromans over de Madrileense jongen Manolito Gafotas, de zoon van een vrachtwagenchauffeur, levend in een arbeiderswijk. De boeken zijn geschreven in de ik-vorm, met veel humor, maar ook met scherpe sociale kritiek. De Manolito-boeken werden verfilmd, waarbij Lindo zelf de scenario's schreef, alsook bewerkt tot een succesvolle Spaanse televisieserie.
Lindo schreef verder diverse romans en verhalen voor volwassenen, waaronder het ook in het Nederlands vertaalde Onverwachte wending (2002) en Een woord van jou (2005). Haar werk werd diverse malen onderscheiden, onder andere met de Premio Biblioteca Breve. Tussen 1998 en 2004 werkte Lindo herhaaldelijk als filmactrice. Sinds 2005 woont ze in New York met haar echtgenoot, schrijver Antonio Muñoz Molina, en haar zoon.

### Manolito Gafotas
- 1994: Manolito Gafotas (Nederlands: Manolito).
- 1995: ¡Cómo molo!.
- 1996: Pobre Manolito (Nederlands: Arme Manolito).
- 1997: Los trapos sucios de Manolito Gafotas.
- 1998: Manolito on the road.
- 1999: Yo y el imbécil.
- 2002: Manolito tiene un secreto.
- 2012: Mejor Manolo.

### Romans
- 1998: El otro barrio.
- 2002: Algo más inesperado que la muerte (Nederlands: Een onverwachte wending).
- 2005: Una palabra tuya (Nederlands: Een woord van jou).
- 2010: Lo que me queda por vivir.
- 2020: A corazón abierto (Nederlands: Open hart).

### Verhalen
- 1996: Olivia y la carta a los Reyes Magos.
- 1997: La abuela de Olivia se ha perdido.
- 1997: Olivia no quiere bañarse.
- 1997: Olivia no quiere ir al colegio.
- 1997: Olivia no sabe perder.
- 1997: Olivia y el fantasma.
- 1997: Olivia tiene cosas que hacer.
- 1999: Charanga y pandereta.
- 2000: Bolinga.
- 2000: Amigos del alma.

### Theater
- 1996: La ley de la selva.
- 2004: La sorpresa del roscón.

### Scenario's
- 1998: Manolito Gafotas.
- 1998: La primera noche de mi vida.
- 2000: Ataque verbal.
- 2000: Plenilunio.
- 2000: El cielo abierto.
- 2008: Una palabra tuya.
- 2010: Lo que me queda por vivir.
- 2014: La vida inesperada.

### Essays
- 2000: Ser compañera, en: Ser mujer de Laura Freixas.
- 2001: Tinto de verano.
- 2002: Tinto de verano 2 : el mundo es un pañuelo; de Madrid a Nueva York.
- 2003: Otro verano contigo: Tinto de verano 3.